# Ignacio Zoco
Ignacio Zoco Esparza (ur. 31 lipca 1939 w Garde, zm. 28 września 2015 w Madrycie) – hiszpański piłkarz grający na pozycji pomocnika. W swojej karierze grał m.in. w Osasunie Pampeluna i Realu Madryt.
W latach 1961–1969 rozegrał 25 meczów i strzelił 1 gola w reprezentacji Hiszpanii.
Wystąpił na Euro 1964 i Mistrzostwach Świata 1966.

## Sukcesy piłkarskie
- Mistrzostwo Europy (1964)
- Mistrzostwo Hiszpanii (1963, 1964, 1965, 1967, 1968, 1969, 1972)
- Zwycięstwo w Pucharze Króla (1970, 1974)